# Синфра
Синфра́ (фр. Sinfra) — город в центральной части Кот-д’Ивуара, на территории области Марауэ. Административный центр одноимённого департамента.

## Географическое положение
Город находится в юго-западной части области, на расстоянии приблизительно 72 километров к западу-юго-западу (WSW) от столицы страны Ямусукро. Абсолютная высота — 265 метров над уровнем моря.

## Население
По данным переписи 1988 года численность населения города составляла 33 971 человек.
Динамика численности населения города по годам:
| 1975   | 1988   | 2012   |
| ------ | ------ | ------ |
| 17 569 | 33 971 | 70 564 |

## Транспорт
Ближайший аэропорт расположен в городе Ганьоа.